# Zbigniew Torzecki
Zbigniew Torzecki (ur. 11 stycznia 1956) – polski kajakarz, medalista mistrzostw świata, mistrz Polski.

## Kariera sportowa
Był zawodnikiem Posnanii i w czasie odbywania służby wojskowej Zawiszy Bydgoszcz (1976-1977).
Jego największym sukcesem w karierze były dwa tytuły wicemistrza świata (1978, 1979) oraz brązowy medal mistrzostw świata w 1977 w konkurencji K-4 10000 m (we wszystkich startach partnerami byli Andrzej Klimaszewski, Zdzisław Szubski i Krzysztof Lepianka).
Trzykrotnie zdobył tytuł mistrza Polski w konkurencji K-4 10000 m (1976, 1977, 1980). W 1980 zdobył tytuł mistrza Polski w konkurencji K-4 1000 m.